# Store Klinteskov
Store Klinteskov er et omkring 700 hektar skovområde, der er en del af Bjergene på Østmøn. I  findes talrige spor efter gravhøje fra bronzealderen. Har man øjnene med sig på tur rundt i den fredede skov kan man opleve den ene gravhøj efter den anden. Der findes op mod 100 fortidsminder i området. Blandt disse gådefulde forsvarsanlæg på Timmesøbjerg, som arkæologerne fra Museerne Vordingborg undersøgte i 2010 for bl.a. at finde ud af hvor gammelt det er.
I den østlige ende lige ud til Møns Klint ligger GeoCenter Møns Klint.
Skoven er en del af Natura 2000-område nr. 171 Klinteskoven og Klinteskov Kalkgrund. I 2018 blev 152 hektar skov udpeget til ny urørt løvskov og 12 hektar
udpeget til ny anden biodiversitetsskov. 
Skoven  rummer bl.a. Danmarks vigtigste område for
naturtypen bøg på kalk, men
også partier med bøg på muld, ege-blandskov
samt  flere større partier
med særlig værdifuld skov (§ 25-skove).